# Greniera nairica
Greniera nairica är en tvåvingeart som beskrevs av Terteryan 1972. Greniera nairica ingår i släktet Greniera och familjen knott. Inga underarter finns listade i Catalogue of Life.